# 洪鏘
洪鏘（1488年—？），字鳴雍，福建興化府莆田縣人，鹽籍，明朝政治人物。

## 生平
正德八年（1513年）癸酉科福建鄉試第二十三名舉人。正德十六年（1521年）中式辛巳科第二甲第九十八名進士。任南京戶部收糧主事，侵盜餘銀被千戶袁銘告發，洪鏘自辯其誣，嘉靖三年（1524年）十二月由南京刑部審理案件。六年（1527年）四月考察以罷軟免職。

## 家族
曾祖洪體進；祖父洪廷和；父洪貴懷。前母王氏；母張氏。具庆下。